# Saint-Christophe, Tarn
Saint-Christophe är en kommun i departementet Tarn i regionen Occitanien i södra Frankrike. Kommunen ligger i kantonen Monestiés som tillhör arrondissementet Albi. År 2022 hade Saint-Christophe 131 invånare.

## Befolkningsutveckling
Antalet invånare i kommunen Saint-Christophe
| Referens: INSEE |